# Cessna 152

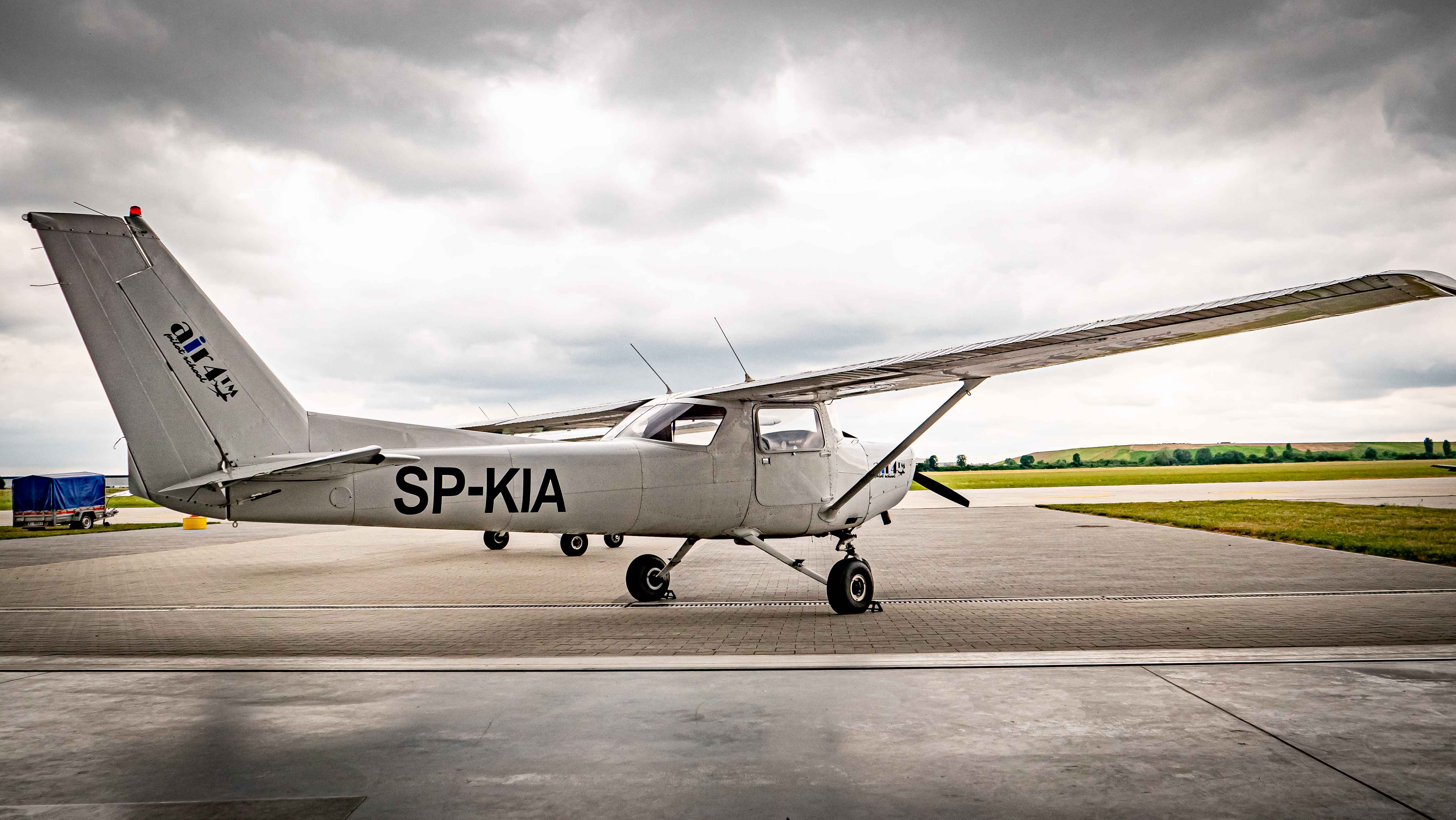
Cessna C152 Air4 Gliwice - zbiorniki paliwa long range

Cessna 152 – dwumiejscowy samolot treningowy i turystyczny produkowany przez firmę Cessna Aircraft Company ze Stanów Zjednoczonych, będący zmodernizowaną wersją samolotu Cessna 150. Często stosowany w lotniczym szkoleniu podstawowym do licencji turystycznej, licencji zawodowej oraz innych uprawnień pilotów lotnictwa cywilnego. Na Zachodzie (zwłaszcza w USA) wyparty z roli samolotu szkolenia podstawowego przez większy model Cessna 172.

## Konstrukcja
Samolot w układzie górnopłatu z usterzeniem klasycznym o konstrukcji całkowicie metalowej (aluminiowej), półskorupowej. Elementami przenoszącymi naprężenia są pionowe wręgi połączone podłużnicami do których przynitowano panele poszycia kadłuba. Skrzydła z charakterystycznym zastrzałem, o wzniosie dodatnim. Obrys skrzydła trapezowy. Na zewnętrznych częściach skrzydeł zastosowano zwichrzenie aerodynamiczne profilu w celu zwiększenia wydajności lotek podczas lotu na wysokich kątach natarcia.

## Produkcja
Samoloty C-152 były produkowane w latach 1978-1985, zastępując na linii produkcyjnej starszy model C-150. Równolegle do produkcji wszedł wzmocniony model A-152, przeznaczony do szkolenia i treningu w akrobacji podstawowej.
Równocześnie z rozpoczęciem produkcji w fabryce w Stanach Zjednoczonych, 1978 roku wprowadzono ten model do produkcji licencyjnej w firmie Reims Aviation we Francji, nadając mu oznaczenia
F-152 / FA-152. Produkcja licencyjna zakończyła się w 1986 roku.

## Różnice pomiędzy C150/C152
Konstrukcja płatowca modelu 150 i 152 jest bardzo podobna, istnieje jednak kilka istotnych różnic. Najbardziej zauważalną jest powiększony statecznik pionowy, którego wydłużona owiewka w modelu 152 sięga tylnych okien kabiny pasażerskiej, oraz kształt osłony silnika. Kolejną różnicą w wyglądzie zewnętrznym jest widoczne za śmigłem koło napędu paska alternatora. Istotną technicznie różnicą jest również napięcie w instalacji elektrycznej, które w modelu 150 wynosi 14V, a w modelu 152 28V (akumulatory odpowiednio 12V i 24V).

## Wersje

### 152
Podstawowa wersja napędzana silnikiem Lycoming O-235-L2C o mocy 110 koni mechanicznych. Zbudowano 6628 egzemplarzy. Produkowano również wersję wyposażenia „152 II” z rozbudowaną awioniką umożliwiającą wykonywanie lotów IFR. Wersja 152 uzyskała certyfikat typu w roku 1977 i była produkowana w latach 1978-1985.

### A152 Aerobat
Dwumiejscowy samolot szkolny stosowany do szkolenia w akrobacji podstawowej. Zbudowano 315 egzemplarzy. Maksymalne certyfikowane przeciążenia wynosiły +6 i -3 „G”. Od standardowej wersji, wersję Aerobat wyróżniają czteropunktowe pasy bezpieczeństwa, zawiasy umożliwiające awaryjne zrzucenie drzwi, dodatkowe okna w dachu kabiny, unikatowe malowanie „w szachownicę” oraz wyjmowalne poduszki foteli pozwalające załodze na komfortowy lot z założonymi spadochronami ratunkowymi. Wersja Aerobat uzyskała certyfikat typu w roku 1977 i była produkowana w latach 1978-1985.

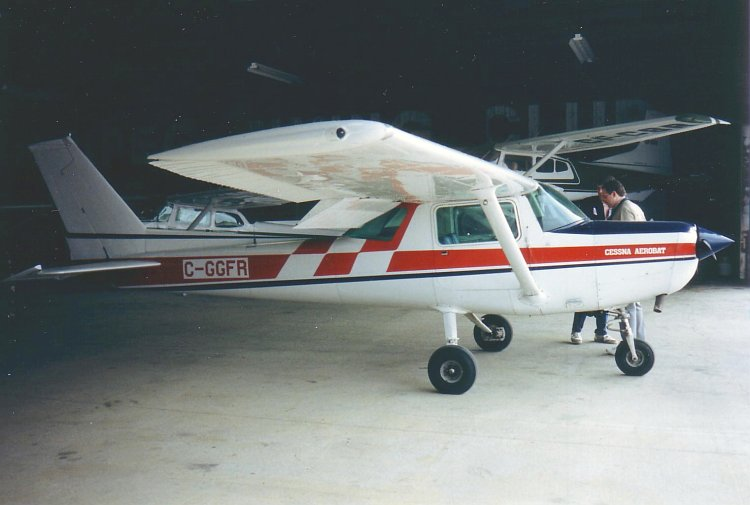
Charakterystyczne malowanie A152 Aerobat

### F152
Wersja licencyjna produkowana w Europie przez Reims-Aviation. Powstały 552 egzemplarze.

### FA152 Aerobat
Wersja licencyjna A152 Aerobat produkowana w Europie przez Reims-Aviation. Wyprodukowano 89 sztuk.

## Linki zewnętrzne

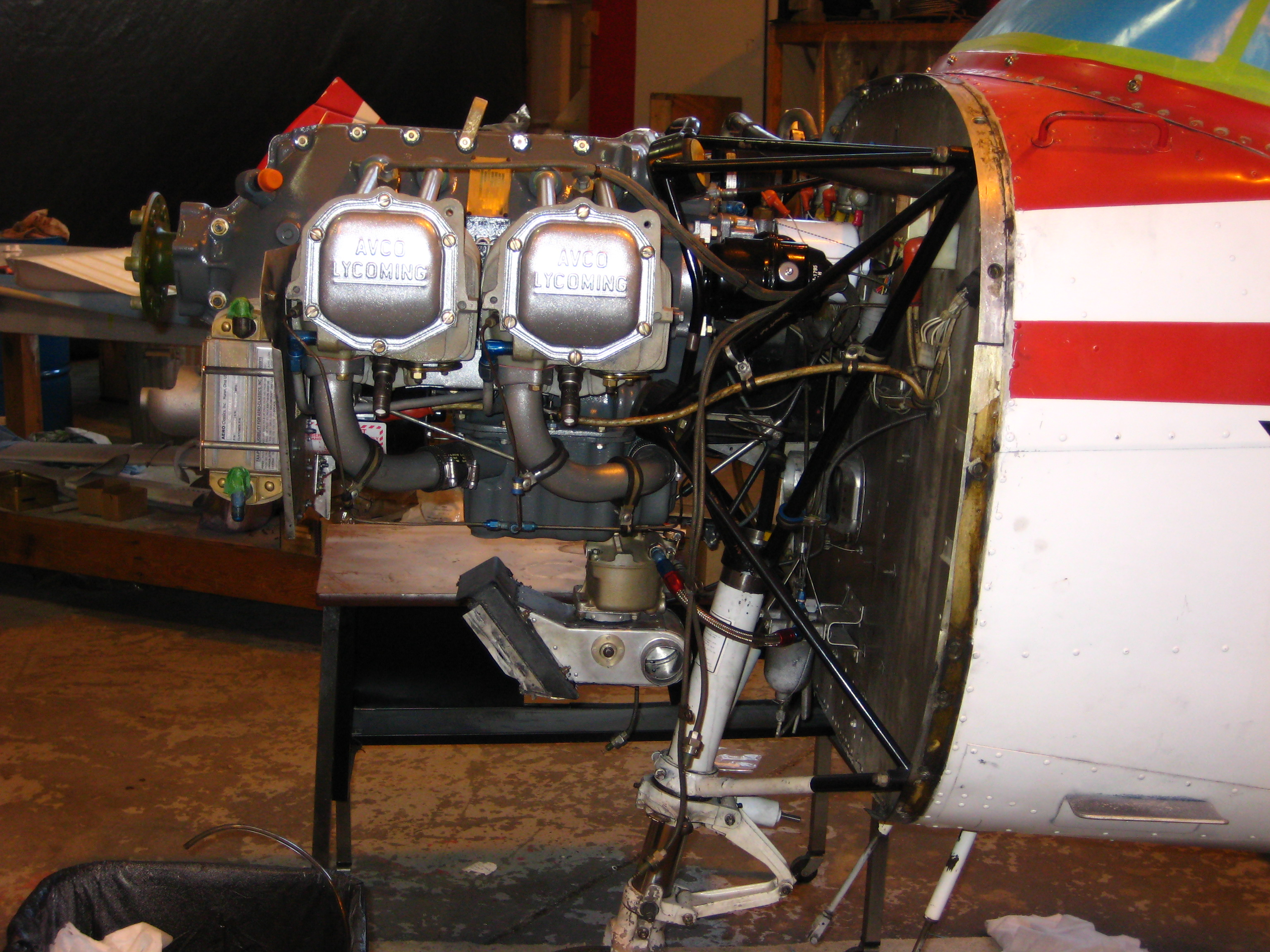
Silnik Lycoming O-235 zabudowany na C152, maski zdjęte do obsługi